# Tau (raper)
Tau, dawniej Medium, właśc. Piotr Kowalczyk (ur. 25 czerwca 1986 w Kielcach) – polski raper, wokalista, beatboxer, autor tekstów i producent muzyczny. Zadebiutował w 2008 roku nielegalem Seans spirytystyczny. Kolejne nagrania rapera ukazały się w 2010 roku poza oficjalną dystrybucją Alternatywne źródło energii. Materiał wzbudził zainteresowanie oficyny Asfalt Records, która rok później wydała pierwszy, dostępny w powszechnej sprzedaży album rapera zatytułowany Teoria równoległych wszechświatów. W 2012 roku został wydany kolejny solowy album Mediuma pt. Graal, który przysporzył mu pewnej rozpoznawalności w kraju. Wydawnictwo dotarło do 18. miejsca najpopularniejszych płyt w Polsce (OLiS).
Od 2012 roku wraz z producentem muzycznym Galusem współtworzy duet Egzegeza. Debiutancki album formacji zatytułowany Księga słów ukazał się w 2013 roku nakładem należącej do muzyka wytwórni Bozon Records.

## Życiorys
Piotr Kowalczyk urodził się i wychował w Kielcach. W dzieciństwie grał w przedstawieniach razem z kabaretem „Lelum polelum”. Pierwsze kroki w hip-hopie stawiał na początku 2000 roku, kiedy tworzył na programie z zaprogramowanymi samplami. Raper posługiwał się wówczas pseudonimem BMC. W wywiadzie dla Magazynu hip-hop raper powiedział: „Jeśli chodzi o hip hop, to pierwsze numery nagrałem już na początku nowego milenium pod pseudonimem BMC. Było to demo zatytułowane Pierwsze tchnienie, składające się z kilku wymyślonych utworów, a dźwięki składałem wtedy na jakimś prymitywnym programie z gotowymi pętlami. (...) W 2003 roku nagrałem kolejną płytę. Bity smażyłem we FL-u, a wokale zarejestrowałem w studiu u mojego znajomego”.
Przez następnych kilka lat Medium nie udzielał się na żadnych projektach, skupiając się głównie na doskonaleniu swoich umiejętności. W 2008 roku ukazał się jego pierwszy nielegal zatytułowany Seans spirytystyczny, który spotkał się z dużym uznaniem społeczności internetowej i został zaliczony do grona najlepszych płyt z podziemia tego roku. W 2010 roku ukazał się drugi nielegal rapera Alternatywne źródło energii, który wyprodukował samodzielnie. Masteringu nagrania podjął się łódzki raper O.S.T.R., który wystąpił także gościnnie w jednym utworze. Płyta również zyskała przychylność publiczności co przyczyniło się do podpisania przez Mediuma kontraktu wydawniczego z wytwórnią Asfalt Records.
W sierpniu 2011 utwór Mediuma „Deklaracja miłości” znalazł się na kompilacji Popkiller młode wilki wydanej przez branżowy serwis informacyjny Popkiller. W tym samym roku ukazał się pierwszy legalny album rapera zatytułowany Teoria równoległych wszechświatów. Album podobnie jak dwa poprzednie został w całości wyprodukowany przez Mediuma. Wydawnictwo zostało nagrodzone przez portal Popkiller w kategorii „Odkrycie roku”. 20 listopada 2012 roku premierę miał dwupłytowy album artysty zatytułowany Graal, na którym gościnnie pojawili się Te-Tris, Bisz, O.S.T.R., członek amerykańskiej grupy Blackalicious, Gift of Gab oraz dziennikarka Radiowej Czwórki – Justyna Dżbik. 13 lutego 2013 roku Medium ogłosił, że opuszcza Asfalt Records i zakłada własną wytwórnię Bozon Records.
28 czerwca 2013 roku ukazał się pierwszy album rapera wydany po odejściu z Asfalt Records. Płyta Księga słów została nagrana razem z producentem Galusem w ramach projektu Egzegeza. Nagrania były dostępne w sprzedaży jedynie poprzez stronę internetową wytwórni Bozon Records. Wydawnictwo spotkało się z niejednoznacznym przyjęciem krytyków muzycznych. W ramach promocji płyty, jak i nowej wytwórni raper odbył pod koniec roku trasę koncertową Bozon Records Tour. Trasę promował utwór Traper, który stał się jednym z większych hitów Mediuma. Pod koniec 2013 roku raper przyjął nowy pseudonim – Tau.
Na początku 2014 roku raper zapowiedział, że jego najnowszy album ukaże się pod koniec roku i będzie nosił nazwę Raj. We wrześniu Tau ogłosił jednak, że jego najnowszy album zatytułowany będzie Remedium i zostanie wydany 3 grudnia 2014 roku, a gościnnie pojawią się na nim Bezczel, Buka, Kali, Paluch, Zeus, Aga Musiał – wokalistka zespołu New Life’m oraz amerykański zdobywca nagrody Grammy Lecrae. Pierwszy singel „Logo Land” wraz z teledyskiem pojawił się na oficjalnym kanale YouTube Bozon Records 24 września 2014 roku. Drugi singel „List motywacyjny” z gościnnym udziałem Palucha ukazał się 28 października 2014. Tego samego dnia pojawił się teledysk promujący wydawnictwo. Następny singel z wideoklipem pt. „BHO” miał premierę 10 listopada 2014 roku. Gościnnie udzielili się na nim Bezczel oraz Klaudia Duda.
15 grudnia 2015 roku ukazał się kolejny album rapera pt. Restaurator. Przed premierą zostały opublikowane dwa teledyski promujące płytę „Restaurator” oraz „Pinokyo”. Po oficjalnej premierze płyty ukazał się ponadto wideoklip do utworu „Miłosierdzie”.
Został ambasadorem zorganizowanych w Krakowie Światowych Dni Młodzieży 2016.

## Dyskografia
Albumy
| Tytuł                                           | Dane dot. albumu                                     | Pozycja na liście | Sprzedaż        | Certyfikat         |
| Tytuł                                           | Dane dot. albumu                                     | POL               | Sprzedaż        | Certyfikat         |
| ----------------------------------------------- | ---------------------------------------------------- | ----------------- | --------------- | ------------------ |
| Seans spirytystyczny (jako Medium)              | - Data: 11 listopada 2008 - Wydawca: brak (nielegal) | –                 |                 |                    |
| Alternatywne źródło energii (jako Medium)       | - Data: 23 grudnia 2010 - Wydawca: brak (nielegal)   | –                 |                 |                    |
| Teoria równoległych wszechświatów (jako Medium) | - Data: 22 listopada 2011 - Wydawca: Asfalt Records  | –                 | - POL: 8 tys.+  |                    |
| Graal (jako Medium)                             | - Data: 20 listopada 2012 - Wydawca: Asfalt Records  | 18                |                 |                    |
| Remedium                                        | - Data: 3 grudnia 2014 - Wydawca: Bozon Records      | 4                 | - POL: 15 tys.+ | - POL: złota płyta |
| Restaurator                                     | - Data: 15 grudnia 2015 - Wydawca: Bozon Records     | 20                |                 |                    |
| ON                                              | - Data: 26 maja 2017 - Wydawca: Bozon Records        | 1                 |                 |                    |
| Egzegeza: Księga pszczół                        | - Data: 15 marca 2019 - Wydawca: Bozon Records       | 18                |                 |                    |
| Ikona                                           | - Data: 23 grudnia 2020 - Wydawca: Bozon Records     | 14                |                 |                    |
| Remedium 2                                      | - Data: 12 lipca 2024 - Wydawca: Bozon Records       | 3                 |                 |                    |

Single
| Tytuł                                          | Rok  | Album                             |
| ---------------------------------------------- | ---- | --------------------------------- |
| „Nieznane”                                     | 2011 | Teoria równoległych wszechświatów |
| „Winda sumienia”                               | 2011 | Teoria równoległych wszechświatów |
| „Hologram” (gościnnie: Gift of Gab)            | 2012 | Graal                             |
| „Skwer pod słońcem”                            | 2012 | Graal                             |
| „Logo Land”                                    | 2014 | Remedium                          |
| „List motywacyjny” (gościnnie: Paluch)         | 2014 | Remedium                          |
| „Restaurator”                                  | 2015 | Restaurator                       |
| „Pinokyo”                                      | 2015 | Restaurator                       |
| „ON”                                           | 2017 | ON                                |
| „Newsletter”                                   | 2017 | ON                                |
| „Last Minute” (gościnnie: Anatom)              | 2017 | ON                                |
| „Ul. Znaków Zapytania”                         | 2019 | Egzegeza: Księga pszczół          |
| „Dziecko króla”                                | 2019 | –                                 |
| „Secret Service”                               | 2020 | –                                 |
| „Kod”                                          | 2020 | Ikona                             |
| „Pora wracać” (gościnnie: Małach)              | 2020 | Ikona                             |
| „Quo Vadis”                                    | 2020 | Ikona                             |
| „Wielkie Serce” (gościnnie Ks. Maciej Czaczyk) | 2021 | –                                 |
| „Cichy śpiew”                                  | 2024 | Remedium 2                        |
| „Street Credit” (gościnnie Medium)             | 2024 | Remedium 2                        |
| „Say Cheese” (gościnnie Vin Vinci)             | 2024 | Remedium 2                        |
| „Grawitacja”                                   | 2024 | Remedium 2                        |

Inne
| Tytuł                                  | Rok  | Utwór                                               | Źródło |
| -------------------------------------- | ---- | --------------------------------------------------- | ------ |
| Cantona – Ej                           | 2008 | gościnnie rap w utworze „Na czerwonym świetle”      | [ 46 ] |
| Te-Tris – Shovany Mixtape vol. 2       | 2009 | gościnnie rap w utworze „Mamy broń”                 | [ 47 ] |
| Vienio – Etos 2010                     | 2010 | gościnnie rap w utworze „Nie narzekaj”              | [ 48 ] |
| O.S.T.R. – Jazz, dwa, trzy             | 2011 | gościnnie rap w utworze „Utwór 9”                   | [ 49 ] |
| Popkiller młode wilki (kompilacja)     | 2011 | rap w utworach „Deklaracja miłości” i „Na front”    | [ 10 ] |
| Kajman – K2                            | 2011 | produkcja oraz gościnnie rap w utworze „Nie jestem” | [ 50 ] |
| Alicetea – Wyspy planety układy        | 2013 | gościnnie rap w utworze „Są tacy”                   | [ 51 ] |
| DJ. B, Szczur – Zaraza                 | 2013 | gościnnie rap w utworze „Śmierć kliniczna”          | [ 52 ] |
| WhiteHouse – Kodex 5 Elements          | 2014 | gościnnie rap w utworze „Łowca”                     | [ 53 ] |
| Paluch i Chris Carson – Made in Heaven | 2014 | gościnnie rap w utworze „Możesz być kim chcesz”     | [ 54 ] |
| WhiteHouse – Poeci                     | 2014 | gościnnie rap w utworze „Pochwała milczenia”        | [ 55 ] |
| P.A.F.F. – Fala                        | 2017 | gościnnie rap w utworze „TurnUp”                    | [ 56 ] |
| Rymcerze – Nie zmarnuj swojego życia   | 2017 | gościnnie rap w utworze „Kształt serca”             | [ 57 ] |
| B.R.O – NL3                            | 2020 | gościnnie rap w utworze „800-120-002”               |        |
| Sarius – Antihype 2                    | 2021 | gościnnie rap w utworze „Nie wiem jak...”           |        |
| Chris Carson × DJ Soina – Olimp        | 2021 | gościnnie rap w utworze „Bon Appétit”               |        |
| Bongostan – Świt                       | 2024 | gościnnie rap w utworze „Zaufaj”                    |        |

## Teledyski
Solowe
| Tytuł                                                                           | Rok  | Reżyseria                                                                        | Album                             | Źródło |
| ------------------------------------------------------------------------------- | ---- | -------------------------------------------------------------------------------- | --------------------------------- | ------ |
| „Nieznane”                                                                      | 2011 | Tau (Medium) / DigitalFlowGroup.com                                              | Teoria równoległych wszechświatów | [ 58 ] |
| „Obiekt pożądania”                                                              | 2011 | MadMosquito                                                                      | Teoria równoległych wszechświatów | [ 59 ] |
| „Hologram” (gościnnie: Gift of Gab)                                             | 2012 | Tau (Medium)                                                                     | Graal                             | [ 60 ] |
| „Skwer pod słońcem”                                                             | 2012 | Tau (Medium) / Asfalt Studios                                                    | Graal                             | [ 61 ] |
| „Nieme kino”                                                                    | 2012 | Jerzy Łapiński, Łukasz Sabatowski, Tau (Medium), Krzysiek Pruszyński, Michał Tuz | Graal                             | [ 62 ] |
| „Graal”                                                                         | 2012 | Toczy Videos                                                                     | Graal                             | [ 63 ] |
| „Zza grobu”                                                                     | 2013 | Medium, Asfalt Studios                                                           | Graal                             | [ 64 ] |
| „Przejście” / „Rząd dusz”                                                       | 2013 | Łukasz Sabatowski, Tau (Medium)                                                  | Graal                             | [ 13 ] |
| „Traper”                                                                        | 2013 | Oesvidyo, Tau (Medium)                                                           | –                                 | [ 65 ] |
| „Wspólny mianownik” (jako Pokój Nauczycielski wraz z Ks. Jakub Bartczak, Bęsiu) | 2014 | Labibla                                                                          | –                                 | [ 66 ] |
| „Logo Land”                                                                     | 2014 | Jakub Drobczyński / Nie-Gryź-Tego                                                | Remedium                          | [ 18 ] |
| „List motywacyjny” (gościnnie: Paluch)                                          | 2014 | Jakub Drobczyński / Bozon Filmy                                                  | Remedium                          | [ 19 ] |
| „BHO” (gościnnie: Bezczel, Klaudia Duda)                                        | 2014 | Wojciech Niebelski / United Records                                              | Remedium                          | [ 67 ] |
| „Remedium”                                                                      | 2014 | Tau                                                                              | Remedium                          | [ 68 ] |
| „#Hot16Challenge”                                                               | 2014 | –                                                                                | –                                 | [ 69 ] |
| „Made in serce” (gościnnie: Zeus)                                               | 2015 | Wojciech Niebelski / United Records                                              | Remedium                          | [ 70 ] |
| „Nawigator” (gościnnie Kali)                                                    | 2015 | Tomsky                                                                           | Remedium                          | [ 71 ] |
| „Pinokyo”                                                                       | 2015 | WOW Pictures                                                                     | Restaurator                       | [ 72 ] |
| „Restaurator”                                                                   | 2015 | –                                                                                | Restaurator                       | [ 73 ] |
| „Miłosierdzie”                                                                  | 2016 | 9liter Filmy                                                                     | Restaurator                       | [ 74 ] |
| „Secret Service”                                                                | 2020 | Tau                                                                              | –                                 | [ 45 ] |
| „Kod”                                                                           | 2020 | 9liter Filmy                                                                     | Ikona                             | [ 75 ] |
| „Pora wracać” (gościnnie: Małach)                                               | 2020 | Tomasens                                                                         | Ikona                             | [ 76 ] |
| „Quo Vadis”                                                                     | 2020 | Ikona Film / Janusz Dybowski (zdjęcia)                                           | Ikona                             | [ 77 ] |

Gościnnie
| Tytuł                                                        | Rok  | Reżyseria    | Album                | Źródło |
| ------------------------------------------------------------ | ---- | ------------ | -------------------- | ------ |
| Alicetea – „Są tacy” (gościnnie: Tau (Medium))               | 2013 | Karuzela     | Wyspy planety układy | [ 78 ] |
| DJ. B, Szczur – „Śmierć kliniczna” (gościnnie: Tau (Medium)) | 2013 | Smoła Studio | Zaraza               | [ 52 ] |

Inne
| Tytuł | Rok  | Reżyseria         | Album                 | Źródło |
| --- | ---- | ----------------- | --------------------- | ------ |
| Tau (Medium), Białas, Gedz, Bonson, Vixen, Shot, Bisz, Tusz Na Rękach, Kaiteu, Śliwa, Rekord, Green – „Na front” | 2011 | Dream Media Group | Popkiller młode wilki | [ 79 ] |